# Leon Pinsker
Leon (Jehuda Lejb) Pinsker (Pinskier) (ur. 1 grudnia?/13 grudnia 1821 w Tomaszpolu, zm. 9 grudnia 1891 w Odessie) – rosyjski lekarz i filozof żydowskiego pochodzenia, ideolog syjonizmu, lider ruchu Chowewej Syjon.

## Życiorys

### Dzieciństwo i młodość
Leon urodził się jako Jehuda Lejb Pinskier w mieście Tomaszpol w Imperium Rosyjskim (obecnie Ukraina). Jego ojciec, Simcha Pinskier był pisarzem i nauczycielem. Studiował Torę i Talmud, cieszył się dużą mądrością, był skromny i nie gonił za sławą. Był pionierem drogi nowoczesnych żydowskich wykształconych ideologów, którzy doprowadzili do narodzin i rozprzestrzenienia się idei żydowskiego nacjonalizmu. Ówcześni Żydzi cierpieli z powodu antysemityzmu i licznych objawów dyskryminacji. Młody Leon często widział ten ból we łzach swojego ojca. Smutek ojca głęboko oddziaływał na syna, formułując jego przyszłe poglądy życiowe.
We wczesnym dzieciństwie rodzina wyemigrowała do Rosji i zamieszkała w Odessie. Miasto znajdowało się w strefie osiedlania Żydów, było jednak bardziej otwarte i posiadało więcej wolności. Dzięki temu młodzi Żydzi mogli swobodnie się kształcić, rozwijając swoje poglądy duchowe i filozoficzne. Atmosfera tego miasta odegrała ważną rolę w kształtowaniu charakteru Pinskera. Leon uczęszczał do prywatnej szkoły ojca, a następnie w miejscowym gimnazjum nauczył się języka rosyjskiego i niemieckiego. Był jednym z pierwszych Żydów, którzy dostali się na Uniwersytet w Odessie, gdzie studiował prawo. W okresie studiów Pinsker był zwolennikiem żydowskiej Haskali i wierzył w możliwość asymilacji. Jednak po ukończeniu studiów, w 1842 roku władze rosyjskie odmówiły mu prawa rozpoczęcia praktyki adwokackiej, ponieważ był Żydem.

### Praca zawodowa
Nie mogąc wykonywać zawodu prawniczego, młody Pinsker zdecydował się na karierę nauczycielską. Został mianowany nauczycielem języka rosyjskiego w szkole żydowskiej w Kiszyniowie. W okresie tym Żydzi postrzegali edukację jako ideał, oddzielając istotę samego nauczania od potrzeby poznania określonego zawodu. Edukację spostrzegano jako możliwość rozwiązania problemu żydowskiego. Pinsker poparł ideę stworzenia sieci szkół żydowskich, aby nauczać ogólnej wiedzy Żydów mieszkających w strefie osiedlania. Jednak po roku pracy w szkole, Pinsker uznał, że nie może dłużej znosić złej atmosfery i kulturowego zacofania w Kiszyniowie. Przeniósł się do Moskwy i rozpoczął na Uniwersytecie Moskiewskim studia medyczne. Po raz pierwszy zetknął się tam z kulturą Zachodu, koncepcją liberalizmu, oraz z pojęciami postępu i wolności. Studia ukończył w 1848 roku. W tym samym roku w Europie doszło do serii zrywów narodowych i rewolucyjnych. Wiosna Ludów dla młodych idealistów oznaczała triumf liberalizmu. W tym samym czasie w Imperium rosyjskim, car Mikołaj I postanowił wykorzenić wszelki ślad myśli liberalnej. Kolejne dekrety carskie zakazały nauczania współczesnej historii oraz filozofii, zabraniając stosowania określeń odnoszących się do liberalizmu w literaturze i publicystyce. W tych okolicznościach Pinsker powrócił do Odessy i rozpoczął praktykę lekarską. Wykonując ten zawód okazywał dużą wrażliwość na cierpienia chorych i był gotowy podejmować ryzyko dla innych. Podczas wojny krymskiej służył jako wojskowy lekarz ochotnik w armii rosyjskiej i otrzymał medal. Koniec wojny krymskiej w 1856 roku, w sposób symboliczny zaznaczył koniec pierwszego rozdziału w życiu Pinskera.

### Działalność publiczna
Nowe rządy cara Aleksandra II były bardziej otwarte, współpracowano z wykształconymi ludźmi i zmniejszano utrudnienia ze strony cenzury. W kolejnych latach następowała poprawa niemal w każdym aspekcie życia w Rosji, a warunki powoli zbliżały się do panujących w Europie Zachodniej. W tych okolicznościach, w 1860 roku grupa żydowskich intelektualistów założyła w Odessie rosyjskojęzyczne czasopismo Рассвет (pol. Świt). Gazeta zajmowała się różnorodnymi sprawami żydowskimi, została jednak zamknięta po roku działalności. Cenzura, pomimo zelżenia panujących ograniczeń, nadal uniemożliwiała pisania na niektóre tematy. Pojawienie się tego czasopisma zainspirowało Pinskera do założenia tygodnika Сион (pol. Syjon). Wyrażając w nim swoje poglądy, Pinsker zaczął kształtować swój punkt widzenia na kwestię żydowską. Starał się on wzmocnić ducha narodowego Żydów, którzy usiłowali zasymilować się z Rosjanami. Uważał, że Żydzi mają dwa obowiązki. Pierwszym jest pamiętanie o własnej historii, a drugim pamiętanie o własnej ojczyźnie. Z tego powodu Pinsker czuł się zobowiązany przypominać czytelnikom o wielkiej przeszłości narodu żydowskiego. Zignorował przy tym ważność życia religijnego rosyjskich Żydów, twierdząc, że judaizm powinien ograniczyć się jedynie do sfery kultury. Uważał, że poznawanie historii narodowej więcej rozbudzi zachwytu i miłości, niż edukacja religijna. Wnioski te były oparte na jego osobistych doświadczeniach. Warto podkreślić, że w tym okresie życia, Pinsker uważał, że w Rosji powinno być więcej Żydów, którzy powinni poznawać kulturę rosyjską i rosyjskie zwyczaje. Jego intencją było zbudowanie społecznej i politycznej współpracy między Żydami a Rosjanami. Środkiem do tego celu miała być rosyjskojęzyczna edukacja dla rosyjskich Żydów. Nie popierał on całkowitej integracji i asymilacji, opowiadał się jednak za integracją Żydów w życiu codziennym Rosji. W 1864 roku Pinsker odwiedził konfederację państewek Związku Niemieckiego, gdzie znalazł poparcie dla swoich poglądów. Dzięki rewolucji francuskiej i wojnom napoleońskim Żydzi Zachodniej Europy cieszyli się z równouprawnienia. Pinsker miał nadzieję, że rosyjscy Żydzi również będą mogli otrzymać takie same prawa, jak wszyscy pozostali obywatele Imperium. Wówczas, jak myślał, zostanie rozwiązany problem żydowski.
W 1871 roku w Odessie doszło do pogromu (trwał przez cztery dni), który odmienił sytuację rosyjskich Żydów. Po tych wydarzeniach Pinsker doszedł do wniosku, że Żydzi nie mogą liczyć na rząd i Rosjan. Przez kolejnych siedem lat Pinsker wstrzymywał się od działalności publicznej. W 1878 roku władze zezwoliły na przywrócenie działalności żydowskich stowarzyszeń edukacyjnych, do których Pinsker dołączył. W okresie tym był on skłonny uwierzyć, że pogrom w Odessie był odosobnionym lokalnym incydentem, i dlatego zgodził się na wznowienie swojej wcześniejszej działalności. Jednak w 1881 roku w południowej części Rosji doszło do serii krwawych pogromów ludności żydowskiej. Jako pretekst władze carskie wykorzystały zamach Woli Ludu na cara Aleksandra II. W ramach odwetowych represji ustanowiono w 1882 roku tzw. prawa majowe, pozbawiające Żydów własności wiejskiej i zamykające ich w gettach. Prawa majowe zostały tak przygotowane, „aby jedna trzecia Żydów udała się na emigrację, jedna trzecia przyjęła chrzest, a jedna trzecia umarła z głodu”. Pod wpływem tych wydarzeń Pinsker całkowicie zmienił swoje poglądy. Od tego czasu nie wierzył już, iż humanizm i oświecenie pokonają antysemityzm. W marcu 1882 roku wyjechał do Zachodniej Europy. Doszedł wówczas do przekonania, że warunki życia Żydów w Zachodniej Europie są nieskończenie lepsze niż w Rosji. Stopniowo radykalizował swoje poglądy.

### Autoemancypacja

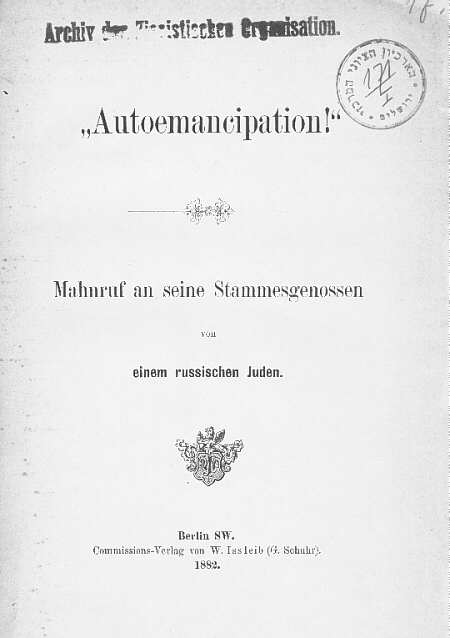
Autoemancipation! Mahnruf an seine Stammesgenossen von einem russischen Juden, 1882 rok

Po powrocie do Rosji, we wrześniu 1882 roku Pinsker opublikował anonimowo swój esej Autoemancypacja! Wezwanie rosyjskiego Żyda do swego narodu (niem. Autoemancipation! Mahnruf an seine Stammesgenossen von einem russischen Juden). Jego słowa były skierowane przede wszystkim do zachodnioeuropejskich Żydów, dlatego esej był napisany w języku niemieckim. Tekst był jasny i klarowny, ukazujący połączenie literackiego talentu i wyjątkowej analizy naukowej przedstawianego tematu. Pinsker przedstawił w tej publikacji szereg powodów, dla których ludzie nienawidzą Żydów. Uważał, że antysemityzm jest przede wszystkim wynikiem nienormalnego bytu narodu żydowskiego. Według Pinskera są trzy główne przyczyny powodujące antysemityzm:
I. Przyczyna polityczna

Pinsker wskazywał, że brak własnej ojczyzny, własnego rządu lub oficjalnych przedstawicieli, jest główną przyczyną stałej niechęci narodów świata do Żydów. Wszystkie pozostałe narody uważają siebie za równe, gdyż posiadają potrzebne dla ich bytu pozycje terytorialne, językowe i polityczne. Żydzi wszędzie są gośćmi, tolerowanymi lub akceptowanymi przez jakiś czas przez inne narody. Nie mogą się im zrewanżować, ponieważ nie mają własnego terytorium. Wszystko więc, co otrzymuje naród żydowski jest rzeczą wyproszoną albo wymuszoną, a taka sytuacja demoralizuje zarówno dających jak i biorących. Pisał między innymi: 
„Naród żydowski nie posiada własnej ojczyzny, aczkolwiek posiada wiele krajów osiedlenia, nie ma ośrodka ani punktu ciężkości, pozbawiony jest własnego rządu i przedstawicielstwa, wszędzie jest obecny i nigdzie nie jest u siebie w domu (...) ojczyzną naszą jest obczyzna, jednością – rozproszenie, solidarnością – ogólna nieprzyjaźń, naszą bronią – pokora, obroną – ucieczka, naszą właściwością – przystosowanie się, naszą przyszłością – dzień następny. Co za pogardliwa rola dla ludu, który niegdyś miał swoich Makabeuszów!”
II. Przyczyna psychologiczna

Pinsker wskazał, że narody spostrzegają Żydów jako coś wyjątkowego, odmiennego, innego od wszystkich innych narodów świata. Podkreślał, że właśnie z tego powodu inne narody nie szanują Żydów, a nawet więcej – ze strachu usiłują zniszczyć naród żydowski. Według Pinskera ludzie dlatego boją się Żydów, że nie mogą ich zniszczyć. Pisał między innymi: 
„Świat ujrzał w żydostwie niesamowitą postać nieboszczyka, błąkającego się wśród żyjących. Strach przed Żydem – upiorem potęgował się i rósł z każdem pokoleniem. A od bojaźni do nienawiści jest tylko jeden krok. (...) dla żyjących Żyd jest trupem, dla miejscowego – cudzoziemcem, dla osiadłego – włóczęgą, dla posiadacza – żebrakiem, dla biednego – wyzyskiwaczem i milionerem, dla patrioty – człowiekiem bez kraju, dla wszystkich – znienawidzonym rywalem”
Ten strach nazwał on nowym terminem judeofobii, którym zastępował słowo antysemityzm. Był przekonany, iż antysemityzm jest psychozą, która w przeciągu dwóch tysięcy lat przekształciła się w nieuleczalną chorobę.
„Judeofobia jest psychozą. Psychoza jest chorobą dziedziczoną i na to dziedzictwo dwóch tysięcy lat nie ma lekarstwa”.
III. Przyczyna ekonomiczna

Żydzi są wypierani z pewnych gospodarczych pozycji, tracą tu i ówdzie bazę ekonomiczną. I z tego względu Żydzi powinni mieć własne terytorium, aby mieć azyl dla tych Żydów którzy są prześladowani w innych krajach.

To dlatego Pinsker wskazał, że Żydzi powinni dążyć do samoświadomości narodowej, a następnie wspólnie działać na rzecz utworzenia niepodległego państwa żydowskiego. Według Pinskera, aby osiągnąć ten cel Żydzi powinni przezwyciężyć wewnętrzne zahamowania, które uniemożliwiają im realizację wizji. Najpierw należy wzbudzić u Żydów poczucie utraconej godności narodowej, którą utracono podczas wieloletniego pobytu w diasporze. Po drugie, muszą zostać ustalone szczegóły geograficzne dotyczące miejsca powstania państwa żydowskiego. Żydowskie ruchy mesjańskie zawsze wskazywały na Ziemię Izraela. Zdaniem Pinskera, rzeczywiście było to najlepsze rozwiązanie, ale nie jedyne. Podkreślał on, że nawet jeśli Ziemia Izraela okaże się nieosiągalna, nie należy porzucać idei koncentracji Żydów na jednym terytorium. 
„Celem naszej tęsknoty nie powinna być nasza Ziemia Święta, ale nasz obecny kraj (...) Otwarty dla nas teren będzie w stanie dać Żydom bezpieczną przystań, obronę i utrzymanie mieszkańców (...) Jeśli będzie to Święta Ziemia Izraela, to będzie najlepsze”.
Publikacja ta wywołała wiele żywych reakcji w całej Europie. Zdecydowana większość zachodnioeuropejskich Żydów przyjęła ją obojętnie i z ironią, która wynikała z faktu braku wiary w możliwość narodowego przebudzenia i ulokowaniu swoich nadziei w idei wyzwolenia, na które czekali od wielu pokoleń. Niektórzy zarzucali Pinskerowi, że dał antysemitom silną broń przeciwko Żydom, ponieważ określa ich jako naród, który posiada coś więcej niż tylko samą religię. Natomiast wschodnioeuropejscy Żydzi przyjęli publikację Pinskera życzliwie. Odczuli z niej wiele wzmocnienia i zachęty, dołączając się do ruchu żydowskiej świadomości narodowej. Ruch ten był siłą, zarówno ideologiczną jak i praktyczną, która doprowadziła do powstania organizacji Chowewej Syjon. Działacze tej organizacji od samego początku czynili starania, aby pozyskać Pinskera do swoich szeregów. W sierpniu 1883 roku doszło w Odessie do spotkania Pinskera z prof. Hermannem Szapira z Uniwersytetu w Heidelbergu i dr Maxem Mandelstammem z Kijowa. Pinsker został wówczas przekonany do przyłączenia się do Chowewej Syjon. Niemal natychmiast rozpoczął intensywną działalność w celu promowania idei ruchu syjonistycznego w kraju i za granicą. Pinsker zgromadził wokół siebie grupę wpływowych odeskich Żydów, wśród których byli lekarze, prawnicy oraz zamożni kupcy. Założyli oni stowarzyszenie Chowewej Syjon w Odessie, nazywane Zorobabel. Pinsker pełnił funkcję przewodniczącego i sekretarza.

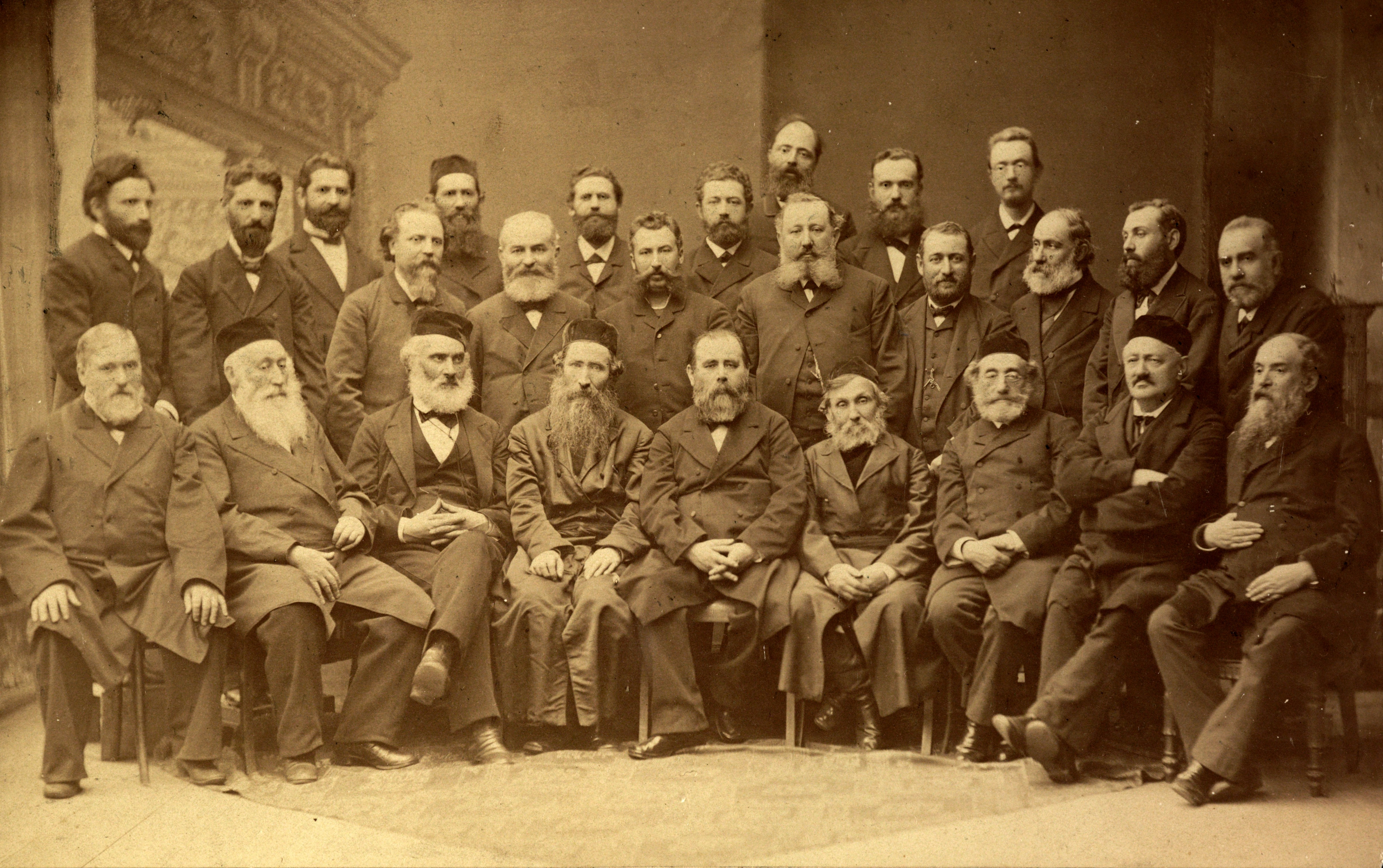
Delegaci na Konferencji w Katowicach w 1884 roku. W centrum siedzą Leon Pinsker i rabin Samuel Mohylewer

W dniach 6-11 listopada 1884 roku odbyła się Konferencja Katowicka, przez wielu spostrzegana jako spotkanie założycielskie organizacji Chowewej Syjon. Honorowym przewodniczącym konferencji został rabin Samuel Mohylewer, a Leon Pinsker został wybrany prezesem organizacji. Podczas toczonych dyskusji Pinsker zwrócił uwagę na potrzebę rozwoju osadnictwa żydowskiego w Palestynie i konieczność rozwoju rolnictwa. Chociaż planowano budowę struktury organizacyjnej na Europę Zachodnią, główne struktury powstały w Warszawie i Odessie. Tymczasowy Komitet w Odessie został nazwany Komitetem Odessy, i bardzo szybko stał się komitetem wykonawczym organizacji. Pinsker energicznie pracował i zarządzał działalnością organizacji w Rosji. Komitet Odessy koordynował rozdział darowizn, wysyłał przedstawicieli w celu nabycia gruntów, i pomagał w podróży kolejnym falom imigrantów udających się do Palestyny. Pinsker bardzo szybko dostrzegł, że jest mu dużo łatwiej napisać teoretyczne wskazówki o tym jak rozwiązać problem żydowski, niż praktycznie przemienić pomysły w czyny. Przy realizacji postawionych celów napotkał on na kilka trudności. Czyniono wielkie wysiłki, aby pozyskać środki finansowe wystarczające do rozwoju działalności, jednak bez zaangażowania się zamożnych żydowskich filantropów z Europy Zachodniej było to trudne do realizacji. Pomimo ograniczonych zasobów i napotykanych przeszkód, Chowewej Syjon zdołał utworzyć w Palestynie żydowskie kolonie rolnicze Petach Tikwa i Gedera. Budowano nowe domy, kupowano grunty i narzędzia, sprowadzano nowych emigrantów z Rosji. Jednak fundusze z roku na rok kurczyły się. Wysokie ceny gruntów i tureckie ograniczenia rządowe powodowały systematyczny spadek entuzjazmu. W rezultacie imigracja do Palestyny malała na rzecz wzrostu emigracji płynącej do Stanów Zjednoczonych. Ruch Chowewej Syjon był mały i miał ciągłe problemy z organizacją, brakiem uznania oraz wewnętrznymi sporami.
W 1888 roku wyczerpany fizycznie i psychicznie Pinsker złożył rezygnację z ruchu. W dniu 9 grudnia 1891 roku zmarł w Odessie na zawał mięśnia sercowego. Jego śmierć była ciężkim ciosem dla społeczności żydowskiej w Rosji i Palestynie, doprowadzając do osłabnięcia i zakończenia działalności przez organizację Chowewej Syjon. Prawie wszystkie ówczesne gazety żydowskie opublikowały nekrolog o jego śmierci, dodając artykuły przybliżające czytelnikom jego osobę i głoszone przez niego idee. W 1934 roku jego trumna została przewieziona do Brytyjskiego Mandatu Palestyny. Został pochowany w Jerozolimie w jaskini Nikanora na Górze Skopus.

## Publikacje
- Autoemancipation! Mahnruf an seine Stammesgenossen von einem russischen Juden. Berlin: 1882. Brak numerów stron w książce